# Ładunek napędowy
Ładunek napędowy – określona ilość stałego paliwa rakietowego stanowiąca wypełnienie komory spalania.
Ładunek ten jest źródłem energii pojedynczego silnika rakietowego na paliwo stałe. Impuls całkowity silnika zależy od jego masy, a warunki pracy silnika (czas pracy, ciśnienie, ciąg) od jego geometrii (kształtów i wymiarów). Pole powierzchni spalania zalicza się do jego najważniejszych charakterystyk. Wyróżniamy ładunki napędowe jednolaskowe (monolityczne), które są stosowane w silnikach o długim czasie pracy (np. marszowe), oraz wielolaskowe stosowane w silnikach o krótszym czasie pracy (np. startowe). Ładunki napędowe rurowe (spalane na powierzchniach wewnętrznych i zewnętrznych), teleskopowe (składające się z rury spalanej na powierzchni wewnętrznej i umieszczonego w niej walca),krzyżowe i z kanałem o przekroju gwiazdy wieloramiennej stosuje się dla uzyskania praktycznie stałej powierzchni spalania, a tym samym stałego ciśnienia podczas pracy silnika. Niektóre powierzchnie ładunków napędowych są zabezpieczone przed spaleniem cienką warstwą inhibitora.